# هاينرخ غراينر
هاينرخ غراينر (بالألمانية: Heinrich Greiner)‏ هو عسكري ألماني، ولد في 12 أغسطس 1895 في آمبرغ في ألمانيا، وتوفي في 19 نوفمبر 1977 في غوتآخ - إجرن في ألمانيا.